# Casei Gerola
Casei Gerola ist eine norditalienische Gemeinde (comune) mit 2295 Einwohnern (Stand 31. Dezember 2023) in der Provinz Pavia in der Lombardei.

## Geografie
Die Gemeinde liegt etwa 27 Kilometer südwestlich der Provinzhauptstadt Pavia und etwa 60 Kilometer südwestlich der Regionalhauptstadt Mailand in der Oltrepò Pavese am Curone, der wenige Kilometer nördlich in den Po mündet, und grenzt unmittelbar an die Provinz Alessandria.
Die Nachbargemeinden sind Castelnuovo Scrivia (AL), Cornale e Bastida, Isola Sant’Antonio (AL), Mezzana Bigli, Molino dei Torti (AL), Pontecurone (AL), Silvano Pietra und Voghera.

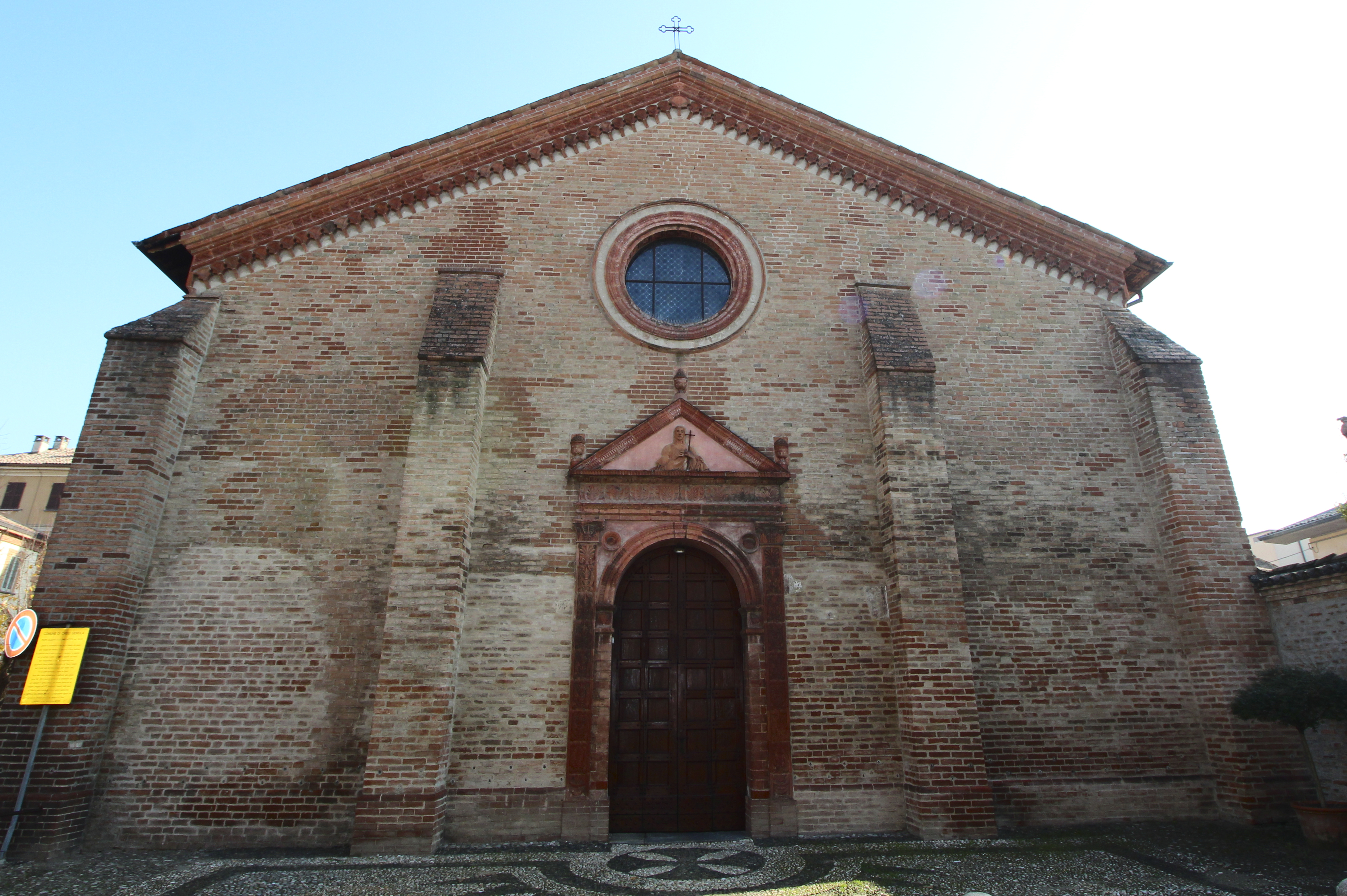
San Giovanni Battista, Kirche im Ortskern

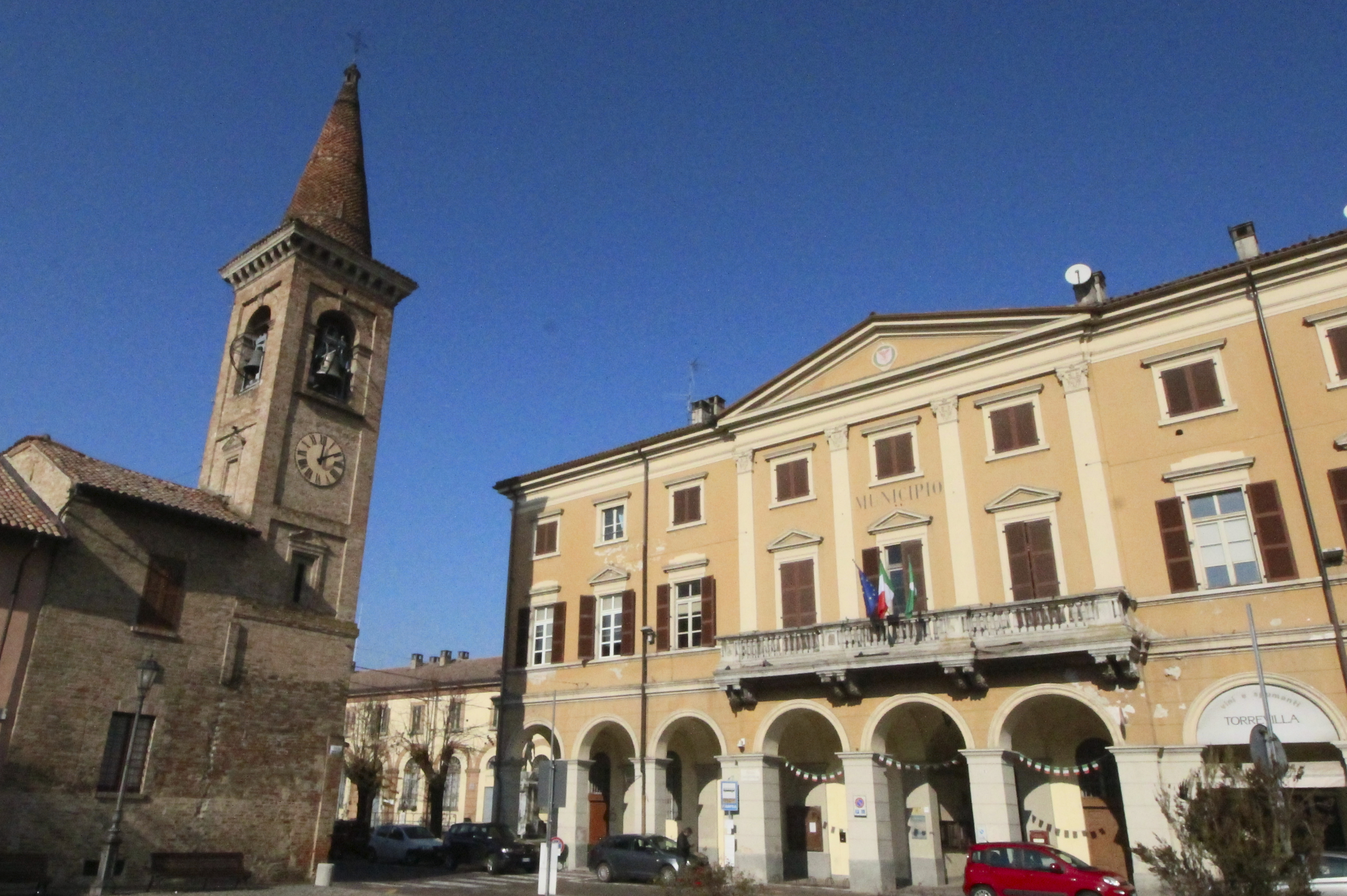
Piazza Francesco Meardi, Kirche San Giovanni Battista und Rathaus

## Geschichte
Der Ort ist vermutlich eine römische Gründung. Liutprand stiftete den Ort dem Petruskloster in Ciel d’Oro in Pavia. 1164 wird Casei als Ort benannt, der von Friedrich I. an die Stadt Pavia geschenkt wird.

## Verkehr
Durch die Gemeinde führt die Autostrada A7 von Mailand nach Genua.

## Persönlichkeiten
- Obizzo Malaspina di Carbonara (* 5. Juni 1855 in Casei Gerola; † 7. Mai 1933 in Rom), Diplomat und Politiker
- William Salice  (* 18. Juli 1933 in Casei Gerola; † 29. Dezember 2016 in Pavia), Erfinder des Überraschungseis